# Henri Devroye
Henri Devroye (Hollogne aux Pierres, Lieja, 21 d'octubre de 1884 - 4 d'abril de 1955) va ser un ciclista belga que va córrer entre 1904 i 1923. En el seu palmarès destaca una victòria d'etapa a la Volta a Bèlgica i haver finalitzat dues vegades entre els 10 primers al Tour de França, el 1911, quan acabà desè, i el 1912, quan ho va fer en vuitena posició.

## Palmarès
- 1904
  - 1r a Grâce-Berleur
- 1906
  - 1r a Huy
- 1908
  - 1r a Bierset
  - 1r a Engis
- 1909
  - 1r a Bierwart
- 1910
  - 1r a la Brussel·les-Oupeye
  - 1r al Circuit Provincial de Lieja
  - 1r a Couthuin
  - 1r a Huy
  - 1r a Jemeppe
  - 1r a La Hulpe
  - 1r a Wanze
  - Vencedor d'una etapa a la Volta a Bèlgica
- 1912
  - Campió de Bèlgica interclubs
  - 1r a la Lieja-Charleroi
- 1913
  - Campió de Bèlgica interclubs, amb Camille Goupy

### Resultats al Tour de França
- 1911. 10è de la classificació general
- 1912. 8è de la classificació general
- 1913. Abandona (7a etapa)
- 1914. 22è de la classificació general
- 1920. Abandona (4a etapa)